# Estádio Telmex de Atletismo

O Estádio Telmex de Atletismo é um estádio de atletismo localizado em Zapopan, município da Grande Guadalajara, no México. Foi construído para os Jogos Pan-Americanos de 2011, a um custo de US$ 28 milhões.
Localiza-se na Unidade Ángel Zapopan Romero e tem capacidade para 9.050 espectadores.
Neste estádio se celebram as cerimônias de inauguração e fechamento dos Jogos Parapan-Americanos, que acontecem de 12 a 20 de novembro de 2011, com 13 modalidades.
Após o encerramento dos jogos, o local deverá ser utilizado para espetáculos, que incluem concertos de música e a prática de diferentes esportes, como o beisebol.